# Clossiana densoi
Clossiana densoi är en fjärilsart som beskrevs av Hans Fruhstorfer 1909. Clossiana densoi ingår i släktet Clossiana och familjen praktfjärilar. Inga underarter finns listade i Catalogue of Life.